# Cynops ensicauda
Cynops ensicauda – gatunek płaza ogoniastego z rodziny salamandrowatych występujący endemicznie na 12 wyspach japońskiego archipelagu Nansei. Dorasta do 10,3–17,9 cm długości i cechuje się czarnymi lub ciemnobrązowym grzbietem. Spotykany jest głównie w ściółce leśnej, a jaja składane są pojedynczo pomiędzy liśćmi podwodnych roślin. Gatunek narażony (VU), głównie w związku z poszatkowanym zasięgiem występowania oraz degradacją środowiska naturalnego.

## Wygląd
Długość ciała od czubka pyska do ujścia kloaki wynosi 5,3–7,7 cm, a długość całego ciała 10,3–17,9 cm. Grzbiet jest zazwyczaj czarny lub ciemnobrązowy, a brzuch i podeszwy stóp pomarańczowoczerwone. Niektóre osobniki posiadają plamki na grzbiecie i ogonie. Z wyglądu przypomina spokrewnioną traszkę ognistą (Cynops pyrrhogaster), od której odróżnia go większy rozmiar ciała oraz dłuższy i bardziej smukły ogon. 

## Zasięg występowania, siedlisko i dieta
Endemit. Występuje na dwunastu spośród wysp grup Amami i Okinawa w archipelagu Nansei na wysokościach 10–500 m n.p.m. Szacunkowy zasięg występowania wynosi 16 265 km². Gatunek częściowo naziemny – żyje w ściółce leśnej oraz na łąkach. Dorosłe osobniki często udają się do zbiorników wodnych, w których polują na bezkręgowce oraz płazy bezogonowe (dochodzi również czasami do kanibalizmu – zjadane są w tym przypadku jaja oraz larwy).

## Rozmnażanie i rozwój
Rozmnaża się w strumieniach, na polach ryżowych, bagnach i rowach nawadniających. Jaja składane są pojedynczo, zazwyczaj pomiędzy liśćmi roślinności podwodnej. Jeżeli dany zbiornik charakteryzuje się dużą liczbą kopulujących par, niektóre samice mogą składać jaja na brzegu zbiorniku lub na mchu w pobliżu wody. Czas rozwoju larw wynosi 3–4 miesiące. 

## Status
Międzynarodowa Unia Ochrony Przyrody (IUCN) klasyfikuje Cynops ensicauda jako gatunek narażony (VU) w związku z poszatkowanym zasięgiem występowania oraz spadkiem jakości środowiska naturalnego, a także malejącą populacją. Gatunkowi temu zagraża degradacja i modyfikacja jego środowiska naturalnego, odłów w celach handlowych oraz medycznych (głównie w Tajwanie), a także inwazyjne gatunki ryb.